# Нортон I
Джо́шуа А́брахам Но́ртон (англ. Joshua Abraham Norton; пред. 1819 — 8 января 1880 года) — житель США, присвоивший себе в 1859 году титул Его Императорское Величество император Соединённых Штатов Нортон I и Протектор Мексики.
Джошуа Нортон родился в Лондоне, детство и молодость провёл в Южной Африке. В 1849 году Нортон эмигрировал в Сан-Франциско, получив в наследство имущество своего отца стоимостью в 40 тысяч долларов. Нортон занимался бизнесом, пока не прогорел, вложив все деньги в перуанский рис. Проиграв судебный процесс, в котором Нортон пытался аннулировать свой рисовый контракт, он покинул Сан-Франциско. Спустя несколько лет Нортон вернулся, вероятно, повредившись в уме, и провозгласил себя императором Соединённых Штатов. Нортон не имел политической власти, и его влияние сказывалось только на окружающих, которые воспринимали его с юмором. К нему относились с почтением — денежные знаки, которые он подписывал, принимались во всех магазинах и заведениях, которые он посещал.
Несмотря на то, что его считали сумасшедшим (или, по крайней мере, очень эксцентричным), граждане Сан-Франциско почитали «его императорское величество» и внимательно следили за его деятельностью, «указами» и «декретами». Наиболее известен его «указ», в котором он приказывал силой распустить Конгресс США (указ был проигнорирован Конгрессом и армией Соединённых Штатов). Также известны его декреты, призывающие построить мост и туннель через залив Сан-Франциско. 8 января 1880 года во время прогулки по улицам города Нортон упал и умер. На его похороны пришли 30 тысяч человек. В декабре 2004 года была выдвинута идея назвать мост от Сан-Франциско до Окленда его именем — именно его призывал построить Нортон в одном из своих декретов, однако тогда идея не получила дальнейшего развития.

## Ранние годы
Джошуа Абрахам Нортон родился в Лондоне, однако учёные до сих пор спорят о точной дате и месте его рождения. В его некрологе, опубликованном газетой «Сан-Франциско Кроникл», «согласно наиболее точной доступной информации», была процитирована надпись на серебряной табличке на его гробе, которая гласила: «возраст около 65». Соответственно, 1815 год является наиболее вероятным годом его рождения. Другие источники говорят, что он был рождён 4 февраля в Лондоне. Иммиграционные данные свидетельствуют, что ему было 2 года в 1820 году, когда его родители переехали в Южную Африку. Южноафриканские генеалоги предполагают, что его родителями были Джон Нортон (умер в августе 1848) и Сара Норден, сестра известного в Южной Африке еврейского предпринимателя Бенджамена Нордена.
Нортон эмигрировал из Южной Африки в Сан-Франциско в 1849 году, получив от отца в наследство 40 тысяч долларов. Он довольно удачно пустил эти средства в дело и к 1852 году заработал на сделках с недвижимостью 250 000 $. Нортону показалось, что он обнаружил перспективную рыночную возможность, когда Китайская империя, стоявшая перед угрозой голода, наложила запрет на экспорт риса. В результате цена риса резко возросла с 9 до 79 центов за килограмм. Нортон решил скупить полностью груз корабля «Глейд», который привёз 91 тонну риса — он дал задаток 2000 долларов и должен был внести ещё 23 000 в течение 30 дней. На следующий день в гавань Сан-Франциско вошёл ещё один корабль с грузом риса из Перу. Его экипаж сообщил, что за ним идут ещё несколько кораблей. Цена на рис рухнула и стала ниже, чем до прихода новостей из Китая. Нортон постарался расторгнуть договор, судился два с половиной года и в итоге проиграл тяжбу. В 1858 году Нортон объявил себя банкротом и на время исчез из города. Неизвестно, замечались ли за Нортоном странности до финансовых неурядиц, однако именно после банкротства у Нортона стали замечать отклонения, а в его поведении наметились симптомы мании величия.

## Самопровозглашение
17 сентября 1859 года Джошуа Абрахам Нортон явился в редакции нескольких газет Сан-Франциско, чтобы разместить объявление, в котором он сообщал, что по просьбе большинства жителей страны объявляет себя императором. Объявления не опубликовали, однако факт всё-таки получил огласку, и Нортон стал популярен. Он участвовал во всех общественных мероприятиях, издавал «декреты», «снижал» налоги.
По императивному требованию значительного большинства граждан этих Соединённых Штатов, я, Джошуа Нортон, ранее из Алгоа Бэй, Мыс Доброй Надежды, а сейчас, последние 9 лет и 10 месяцев из С.Ф., Кал., декларирую и провозглашаю себя Императором этих Соединённых Штатов и облечённый таким образом принадлежащей мне властью сим приказываю и предписываю представителям различных штатов собраться в Музыкальном холле города 1-го дня февраля, затем тотчас же произвести такие улучшения в существующих законах, которые устранят всё зло в стране и таким образом обеспечат непоколебимую веру в существование стабильности и целостности, как в стране, так и за её пределами.

Нортон I, Император Соединённых Штатов.
Объявление впервые было перепечатано как шутка редактором газеты «Бюллетень Сан-Франциско». Позднее Нортон добавил к своему титулу «Протектор Мексики». Таким образом было положено начало беспрецедентному и причудливому 21-летнему «правлению императора».
В соответствии со своей новой ролью «императора» Нортон начал провозглашать указы. Приняв «абсолютный контроль» над страной, он больше не видел необходимости в существовании законодательного органа, Конгресса США. 12 декабря 1859 года он издал указ о том, что «распускает» Конгресс Соединённых Штатов:
... мошенничество и коррупция препятствуют выражению гласа народа, происходит постоянное открытое попирание законов группами, партиями, фракциями и чрезмерным влиянием политических сект; поэтому гражданин не имеет защиты личности и собственности, хотя он должен пропорционально оплачивать содержание правительства — в соответствии с изложенным, Мы настоящим запрещаем Конгресс и следовательно он теперь запрещён, и Мы приказываем и желаем, чтобы представители всех заинтересованных сторон явились в Музыкальный холл этого города 1-го февраля следующего года и сей же час предприняли более эффективные шаги по исцелению всего перечисленного зла.

## Эксцентричное поведение
Одеждой императора были старые армейские сапоги и шинель, он ходил пешком или ездил на велосипеде, патрулировал улицы и проверял, как полицейские выполняют свою работу. Если император видел, что кто-то совершает доброе дело, то присваивал этому человеку дворянский титул.
Когда жители Сан-Франциско встречали императора, они воздавали ему почести. Как правило, у императора не было при себе денег, и они не были ему нужны. Императора бесплатно кормили в ресторанах, а в магазинах бесплатно давали понравившиеся ему вещи. На ресторанах и магазинах, которые нравились императору, размещалась табличка с надписью «Посещается Его Величеством Императором Нортоном Первым» (англ. By Appointment to his Majesty, Emperor Norton the First) — количество клиентов у таких ресторанов и магазинов увеличивалось (на некоторых ресторанах города такие таблички есть и сейчас).
Город также оплачивал императору жильё. Иногда император расплачивался банкнотами, специально изготовленными для него, с его собственным изображением; банкноты охотно принимались к оплате и имели коллекционную ценность. Банки обналичивали такие банкноты долларами США, когда их предъявляли для погашения. Датой погашения бондов был указан 1880 год. На любой театральной премьере для императора и его двух собак (Буммера и Лазаруса) были зарезервированы три места. Этой троице также было разрешено посещать заседания Академии наук Сан-Франциско и слушать дискуссии учёных мужей. Император был почётным и бесплатным пассажиром каботажных пароходов.
Император Нортон издавал декреты и передавал их в газеты, которые охотно печатали их. Многие люди находили это забавным и зачастую покупали газеты только затем, чтобы прочитать новый указ императора. Однако многие декреты заставляли людей задуматься. Например, Нортон своим указом отстранил от должности губернатора Виргинии Уайза за то, что губернатор приказал повесить Джона Брауна. Аболиционист Браун пытался бороться с войсками штата всего с 17 сторонниками, что, по мнению императора, явно указывало на душевную болезнь Брауна. Нортон приказал вместо казни отправить Брауна в больницу на лечение. Нортон запретил казнить Брауна, и многие жители Сан-Франциско были с ним согласны. Казнь Брауна послужила одной из предпосылок к началу Гражданской войны в США, которая началась шестнадцать месяцев спустя, а песня «Тело Джона Брауна» стала походной песней северян.
Ещё одним указом Император Нортон вводил штраф в 25 долларов и запрещал употреблять слово «Фриско» вместо названия города Сан-Франциско. Даже сегодня жители Сан-Франциско призывают гостей города не называть город «Фриско».
Однажды ночью молодой полисмен арестовал императора Нортона. Он решил, что человек, называющий себя императором США, может быть опасен. Ночью в участок срочно прибыли судья и начальник полиции и с извинениями освободили императора. С тех пор полицейские Сан-Франциско выказывали уважение императору, при встрече отдавая ему честь.
В Сан-Франциско уже в те времена жила большая китайская диаспора. Некоторые жители Сан-Франциско считали, что в городе живёт слишком много китайцев. Был организован антикитайский комитет, и его члены намеревались устроить погром в китайском районе. Многие об этом плане знали, но никто не предпринимал никаких действий, чтобы остановить насилие. Однажды ночью члены комитета после митинга направились в китайский квартал. Когда погромщики были уже у цели, дорогу им преградил человек, который стоял один посреди улицы, низко опустив голову, не двигаясь; казалось, что он молится. Толпа погромщиков молча остановилась. Они узнали синюю униформу и позолоченные пуговицы мундира императора. Толпа медленно и бесшумно повернула назад.
Возможно, самым известным декретом императора Нортона был указ, предписывающий руководству городов Сан-Франциско и Окленд соединить города мостом, который приказывалось перекинуть через небольшой островок в гавани Сан-Франциско. Руководители городов указ проигнорировали, и император издал декрет об отстранении их от должностей в случае дальнейшего неисполнения его указов. В 1872 году расстроенный игнорированием его предыдущего указа Нортон провозгласил:
Настоящим мы извещаем граждан Сан-Франциско и Окленда о нашем декрете, предписывающем выделить средства для проведения конкурса проектов для строительства подвесного моста от оконечности Окленда через Козий остров, а также туннеля, дабы установить наилучшие из проектов. Также настоящим уведомляем граждан, что поелику до настоящего времени выказывалось пренебрежение предписаниям наших декретов, понеже настоящим мы устанавливаем, что наша воля должна быть полностью исполнена, и мы приказываем армии арестовать обоих градоначальников, ежели они будут и далее упорствовать и пренебрегать нашими декретами.

Подписано нашей собственной императорской рукой и скреплено печатью, в Сан-Франциско, сего дня сентября 17-го числа, года 1872.
Конечно, градоначальники остались при должностях, а мост и туннель не построили. Однако спустя годы были построены мост между Сан-Франциско и Оклендом и тоннель под заливом Сан-Франциско практически по тому же маршруту, что и предписывал в своём декрете император.

## Смерть и похороны «Императора»
Во время прогулки 8 января 1880 года император Нортон упал и умер на углу Калифорния-стрит и Дюпон-стрит (сейчас Грант-авеню). На следующий день газета «Сан-Франциско Кроникл» напечатала четыре слова на французском языке на весь центральный разворот газеты: «LE ROI EST MORT» («Король умер»). Газета сообщила о смерти одного из самых известных граждан города. В статье сообщалось, что у Джошуа Нортона не оказалось настоящих денег для оплаты похорон.
Другая ведущая городская газета, «Morning Call», напечатала статью на первой странице с заголовком: «Нортон Первый, Божьей милостью Император этих Соединённых Штатов и Протектор Мексики, окончил свою жизнь».
Очень быстро стало очевидным, что, вопреки слухам, Нортон умер в полной нищете. При нём нашли только 5-6 долларов мелочью, а при осмотре его комнаты в пансионе были найдены один соверен стоимостью около $2.50, коллекция тростей, его скорее бутафорская сабля, несколько головных уборов (цилиндр, котелок, армейская кепка и головной убор, подошедший бы военному капельмейстеру). Кроме этого были найдены французские франки 1828 года, несколько «имперских бондов», которые он продавал туристам с процентной ставкой 7 % (однако на некоторых бондах было указано 5 %). Любопытно, что указанным годом погашения бондов оказался год смерти императора. Также там были две фальшивые телеграммы, первая как будто от российского императора Александра II, в которой он поздравлял Нортона с его грядущим бракосочетанием с королевой Викторией, вторая от президента Франции, в которой тот якобы предостерегал, что такой союз может пагубно сказаться на мире во всем мире. Также были найдены его письма к королеве Виктории и 98 акций выработанной золоторудной шахты.
Практически немедленно представители деловых кругов города собрали необходимую для похорон сумму. На похороны, по различным данным, пришли от 10 до 30 тысяч человек (в те времена в Сан-Франциско проживали 210 тысяч человек). Уважение усопшему посчитали нужным выказать «…все классы от капиталистов до бедняков, священники, карманники, нарядные леди и те, кто оказывал помощь отверженным социумом». Похоронная процессия растянулась в длину на две мили (3 км).
Спустя 54 года его останки были перенесены на другое кладбище Сан-Франциско, и даже тогда император всё ещё вызывал уважение горожан. В городе приспустили флаги, сотни человек пришли на церемонию, которая включала и военные почести. Городской муниципальный оркестр играл соответствующую событию музыку, а воины батальона 159-го пехотного полка США произвели троекратный салют. На новом гранитном надгробии выбили:

«Нортон I, император Соединённых Штатов и протектор Мексики».

## Память
- Эксцентричный характер Нортона был запечатлён Марком Твеном в образе короля в «Приключениях Гекльберри Финна»[7].
- Нортон является персонажем романа «Потерпевшие кораблекрушение»[7] Р. Л. Стивенсона («The Wrecker», 1892):

…Из всех наших посетителей мне больше всего нравился император Нортон. Упомянув его, я прихожу к выводу, что ещё не воздал должное обитателям Сан-Франциско. В каком другом городе безобидный сумасшедший, воображающий себя императором обеих Америк, был бы окружён таким ласковым вниманием? Где ещё уличные прохожие стали бы считаться с его иллюзиями? Где ещё банкиры и торговцы пускали бы его в свои конторы, брали бы его чеки, соглашались бы выплачивать ему «небольшие налоги»? Где ещё ему позволили бы присутствовать на торжественных актах в школах и колледжах и обращаться к присутствующим с речью? Где ещё на всём божьем свете мог бы он, заказав и — съев в ресторане самые изысканные блюда, спокойно уйти и ничего не заплатить? Говорили даже, что он был очень привередлив и, оставшись недоволен, грозил вовсе прекратить посещения такого ресторана.
- История Нортона, возможно, послужила основой для написания Сельмой Лагерлёф романа «Император Португальский» («Kejsarn av Portugallien», 1914).
- В 1939 году братством E Clampus Vitus[англ.] на стене транспортного терминала в гавани была установлена бронзовая плита с надписью: «Остановись, путник, и вырази признательность Нортону I».
- Джошуа Нортону посвящена глава «Три сентября и январь» комикса Нила Геймана «The Sandman».
- В нескольких романах Кристофера Мура есть персонаж по имени «император Сан-Франциско», с отсылкой к биографической справке о его Величестве Нортоне I.
- В дискордианизме Нортон объявлен святым[24].

.